# Olsok
Olsok (spreek uit: "oelsok" met klemtoon op eerste lettergreep) is een feestdag in Noorwegen ter ere van de heilige Olav, de Noorse koning Olav II Haraldsson van Noorwegen. Hij werd geboren in de tweede helft van de 10e eeuw, sneuvelde in 1030, en was koning van 1015 tot 1028. Op 29 juli 1030 viel hij in de slag bij Stiklestad.
Zijn aankomst in Noorwegen in 995 te Moster wordt gerekend als tijdstip voor invoering van het christendom in Noorwegen. Anderen echter rekenen zijn dood als startpunt voor de kerstening van Noorwegen.
Vanwege het feit dat er geruchten gingen dat er speciale genezingen plaatsvonden bij zijn graf in de Nidarosdom in Trondheim, is hij twee jaar later heilig verklaard. Het feest wordt gevierd op zijn sterfdag, 29 juli.
Vóór de reformatie was dit een van de belangrijkste heiligendagen in Noorwegen. Op grond van Olavs speciale positie in de Noorse geschiedenis bleef Olsok een nationale feestdag, ook na de reformatie.
Hedendaags heeft deze dag in de Rooms-katholieke Kerk in Noorwegen de status van liturgische hoogtijdsdag. In andere landen viert men Martha van Betanië.